# Nicolette Kluijver
Nicolette Rianne Kluijver, née le 29 septembre 1984 à Hilversum, est une présentatrice de télévision, mannequin et actrice néerlandaise.

## Émissions télévisées
- SBS / MTV: 6pack Saisonn 4 tn 5
- BNN: Spuiten en Slikken Saison 3,4,5,6,7,8 et 9 (depuis 2006)
- BNN: Try Before You Die Saison 3,4 et 5 (depuis 2007)
- BNN: Weg met BNN (2007-2008)
- BNN: Crazy 88 (2008)
- BNN: De Klimaatpolitie (2008)
- BNN: Serious Request (2008-2009)
- BNN: Spuiten en Slikken Zomertour (2008-2009)
- BNN: Festival Report (2009-2010)
- BNN: Spuiten en Slikken op Reis (2009-2010)
- BNN: Spuiten en Slikken aan Tafel (2009-2010)
- BNN: 3 op Reis (2010)
- BNN: Doe maar normaal (2011)